# Igor Olegowitsch Schestjorkin
Igor Olegowitsch Schestjorkin (russisch Игорь Олегович Шестёркин, englische Transkription: Igor Olegovich Shestyorkin bzw. Shesterkin; * 30. Dezember 1995 in Moskau) ist ein russischer Eishockeytorwart, der seit Mai 2019 bei den New York Rangers in der National Hockey League (NHL) unter Vertrag steht. In deren Trikot erhielt er im Jahre 2022 die Vezina Trophy als bester Torhüter der NHL. Bei den Olympischen Winterspielen 2018 gewann Schestjorkin mit der russischen Nationalmannschaft unter neutraler Flagge die Goldmedaille.

## Karriere
Igor Schestjorkin begann seine Karriere beim HK Spartak Moskau, für dessen Juniorenteam MHK Spartak Moskau er von 2012 bis 2014 in der Molodjoschnaja Chokkeinaja Liga (MHL) das Tor hütete, nachdem er beim KHL Junior Draft 2012 von ihm in der zweiten Runde an insgesamt 43. Stelle ausgewählt worden war. 2013 erreichte er mit seinem Team das Playoff-Finale der MHL, das jedoch mit 3:4 Siegen gegen Omskije Jastreby verloren ging. In der Folgesaison kam er zu seinen ersten Einsätzen in der Profimannschaft in der Kontinentalen Hockey-Liga (KHL) und gewann mit dem Juniorenteam die MHL-Spielzeit 2013/14. Außerdem wurde er in das MHL-All-Star-Team gewählt. Nachdem sein bisheriger Klub sich nach der Spielzeit aus der KHL zurückgezogen hatte, wurde Schestjorkin beim NHL Entry Draft 2014 von den New York Rangers in der vierten Runde an insgesamt 118. Stelle ausgewählt. Er wechselte jedoch nicht zu dem NHL-Klub an die US-Ostküste, sondern wechselte mit mehreren Mitspielern zum SKA Sankt Petersburg, für den er neben Einsätzen in der KHL auch bei dessen Farmteam SKA-Newa Sankt Petersburg in der Wysschaja Hockey-Liga spielt. 2015 gewann er mit dem Team aus der nördlichsten Millionenstadt der Welt den Gagarin-Pokal, die Meisterschaftstrophäe der KHL. In der Spielzeit 2015/16 erreichte er die beste Fangquote und den geringsten Gegentorschnitt der Wysschaja Hockey-Liga.

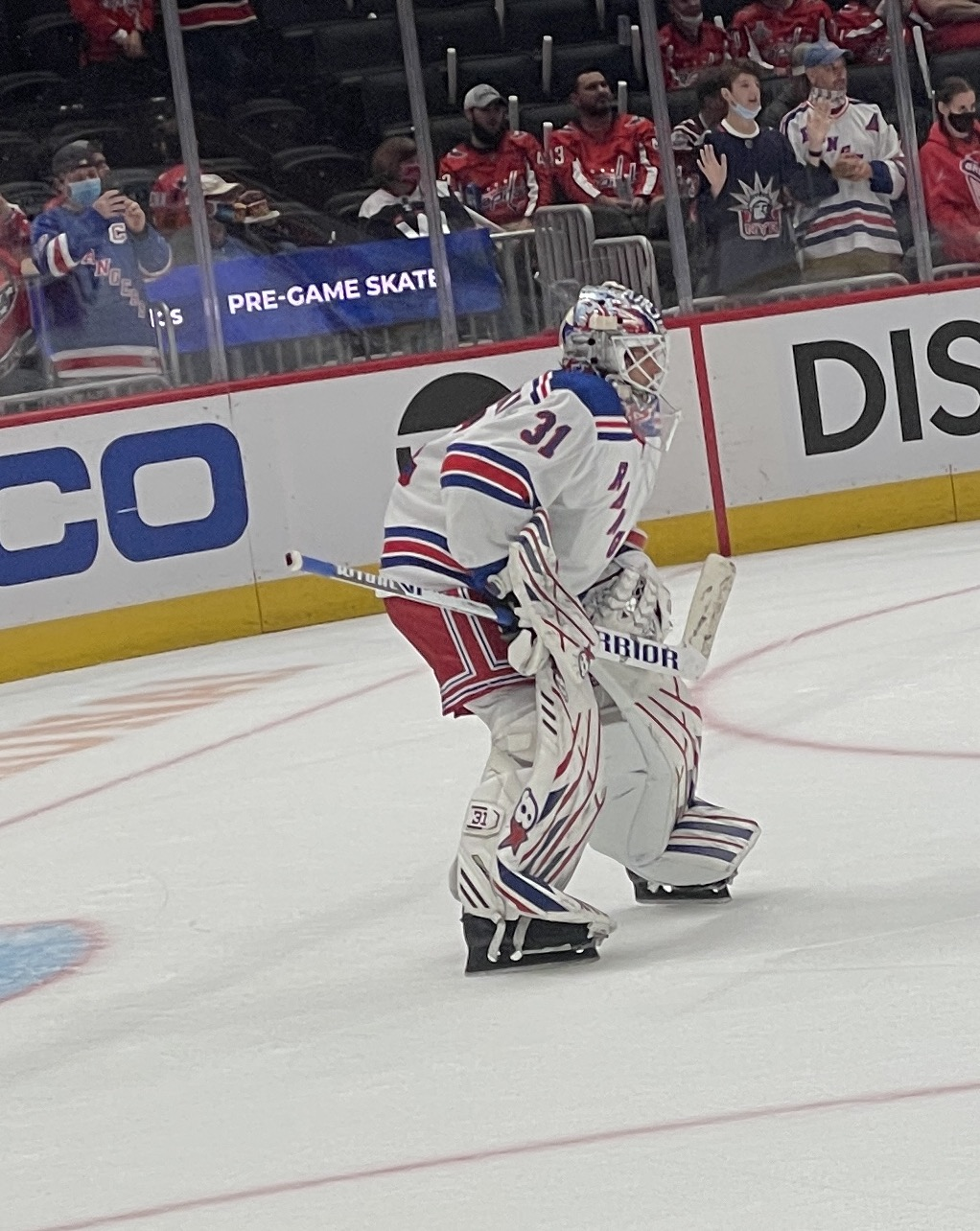
Schestjorkin im Trikot der Rangers, 2021

Im Jahre 2017 gewann Schestjorkin mit St. Petersburg erneut die Playoffs um den Gagarin-Pokal und wurde somit russischer Meister. Nachdem er die KHL in der Spielzeit 2018/19 mit einem Gegentorschnitt von 1,11 sowie einer Fangquote von 95,3 % angeführt hatte, unterzeichnete er im Mai 2019 einen Einstiegsvertrag bei den New York Rangers. Diese setzten ihn vorerst erwartungsgemäß bei ihrem Farmteam in der American Hockey League (AHL) ein, dem Hartford Wolf Pack, ehe er schließlich im Januar 2020 sein Debüt für New York in der National Hockey League (NHL) gab.
Bereits in der Spielzeit 2020/21 stieg Schestjorkin zum Stammtorwart der Rangers auf und setzte sich dabei gegen Alexander Georgijew durch. Anschließend unterzeichnete er im August 2021 einen neuen Vierjahresvertrag in New York, der ihm ein durchschnittliches Jahresgehalt von ca. 5,7 Millionen US-Dollar einbringen soll. In der Saison 2021/22 etablierte sich der Russe als einer der besten Torhüter der Liga, so führte er die NHL mit einem Gegentorschnitt von 2,07 sowie einer Fangquote von 93,5 % deutlich an. In den Playoffs 2022 hatte er mit ähnlichen Statistiken maßgeblichen Anteil daran, dass die Rangers das Conference-Finale erreichten, wo sie allerdings den Tampa Bay Lightning (2:4) unterlagen. In der Folge wurde Schestjorkin für die Vezina Trophy als bester Torhüter (gemeinsam mit Jacob Markström und Juuse Saros) sowie auch für die Hart Memorial Trophy als MVP der Liga (gemeinsam mit Connor McDavid und Auston Matthews) nominiert. Letztlich gewann er erwartungsgemäß die Vezina Trophy, während die Hart Trophy an Matthews ging. Zudem wurde der Russe im NHL First All-Star Team berücksichtigt. 2023 wurde er für das NHL All-Star Game nominiert.
Im Dezember 2024 unterzeichnete der Russe einen neuen Achtjahresvertrag in New York mit einem Gesamtwert von 92 Millionen US-Dollar, der ihm mit Beginn der Saison 2025/26 ein durchschnittliches Jahresgehalt von 11,5 Millionen US-Dollar einbringen soll. Zum Zeitpunkt der Unterzeichnung würde ihn dies noch vor Carey Price und Sergei Bobrowski zum bestbezahlten Torhüter der NHL machen.

### International
Igor Schestjorkin vertrat sein Heimatland im Juniorenbereich bei der U18-Weltmeisterschaft 2013 und der U20-Weltmeisterschaft 2015. Dabei gewann er mit der U20-Auswahl 2015 die Silbermedaille und erreichte nach dem Kanadier Zachary Fucale die zweitbeste Fangquote des Turniers, nachdem er zwei Jahre zuvor in der jüngeren Altersklasse die drittbeste Fangquote nach dem Kanadier Philippe Desrosiers und dem Finnen Juuse Saros hatte.
Bei der Weltmeisterschaft 2016 gehörte er erstmals zum Kader der russischen Nationalmannschaft und errang mit ihr, obwohl er selbst zu keinem Einsatz kam, die Bronzemedaille. 2017 gewann Schestjorkin erneut die Bronzemedaille, wobei er wie im Jahr zuvor ohne Einsatz blieb. Ebenfalls als dritter Torwart nahm er unter neutraler Flagge an den Olympischen Winterspielen 2018 teil und gewann dort die Goldmedaille. Auch bei diesem Turnier blieb er ohne Einsatz. Bei der folgenden Weltmeisterschaft im Mai des Jahres in Dänemark, als die Russen mit Schestjorkin im Viertelfinale mit 4:5 nach Verlängerung gegen Kanada ausschieden, kam er zu vier Einsätzen und erreichte die drittbeste Fangquote hinter dem Schweden Anders Nilsson und dem Dänen Frederik Andersen.

## Erfolge und Auszeichnungen
| - 2013 MHL-Torwart des Monats September - 2014 Teilnahme am MHL All-Star Game - 2014 Charlamow-Pokal-Gewinn mit dem MHK Spartak Moskau - 2015 Wysschaja-Hockey-Liga-Torwart des Monats September - 2016 Beste Fangquote und geringster Gegentorschnitt der Wysschaja Hockey-Liga - 2016 KHL-Torwart des Monats Oktober - 2017 Teilnahme am KHL All-Star Game - 2017 Gagarin-Pokal-Gewinn und Russischer Meister mit dem SKA Sankt Petersburg - 2017 KHL First All-Star Team | - 2018 Teilnahme am KHL All-Star Game - 2019 Beste Fangquote und geringster Gegentorschnitt der KHL - 2020 Teilnahme am AHL All-Star Classic - 2022 Beste Fangquote und geringster Gegentorschnitt der NHL - 2022 Vezina Trophy - 2022 NHL First All-Star Team - 2023 Teilnahme am NHL All-Star Game - 2024 Teilnahme am NHL All-Star Game |

### International
- 2015 Silbermedaille bei der U20-Junioren-Weltmeisterschaft
- 2016 Bronzemedaille bei der Weltmeisterschaft
- 2017 Bronzemedaille bei der Weltmeisterschaft
- 2018 Goldmedaille bei den Olympischen Winterspielen

## Karrierestatistik
Stand: Ende der Saison 2024/25

### International
| Vertrat Russland bei: - Ivan Hlinka Memorial Tournament 2012 - U18-Junioren-Weltmeisterschaft 2013 - U20-Junioren-Weltmeisterschaft 2015 | - Weltmeisterschaft 2016 - Weltmeisterschaft 2017 - Weltmeisterschaft 2018 | Vertrat die Olympischen Athleten aus Russland bei: - Olympischen Winterspielen 2018 |

(Legende zur Torhüterstatistik: GP oder Sp = Spiele insgesamt; W oder S = Siege; L oder N = Niederlagen; T oder U oder OT = Unentschieden oder Overtime- bzw. Shootout-Niederlage; Min. = Minuten; SOG oder SaT = Schüsse aufs Tor; GA oder GT = Gegentore; SO = Shutouts; GAA oder GTS = Gegentorschnitt; Sv% oder SVS% = Fangquote; EN = Empty Net Goal; 1 Play-downs/Relegation; Kursiv: Statistik nicht vollständig)